# Fighting in a Sack
Fighting in a Sack är en musiksingel av The Shins som släpptes den 13 juli 2004 på Sub Pop Records.

## Låtlista
1. Fighting in a Sack
2. Baby Boomerang
3. New Slang (live med Sam Beam)
4. So Says I (musikvideo)